# Steve Williams (catch)
Pour les articles homonymes, voir Steve Williams.
Steve Franklin Williams (né le 14 mai 1960 à Lakewood, Colorado et mort le 29 décembre 2009 à Denver, Colorado) est un catcheur américain.
Joueur de football américain de l'université de l'Oklahoma, il devient catcheur en 1982 à la Mid-South Wrestling devenu Universal Wrestling Federation (UWF) en 1986 et remporte dans cette fédération le championnat poids-lourds de l'UWF notamment. Il rejoint ensuite la Mid-Atlantic Championship Wrestling (en) et remporte le championnat du monde par équipe de la National Wrestling Alliance (NWA) version Mid-Atlantic. En 1990, il part au Japon où il lutte à l'All Japan Pro Wrestling (AJPW) où il fait équipe avec Terry Gordy avec qui il devient à cinq reprises champion du monde par équipe AJPW entre 1990 et 1993 et vainqueurs des éditions 1990 et 1991 du tournoi Real World Tag League. De plus ils font un bref passage à la World Championship Wrestling (WCW) où ils sont les premiers championnat du monde unifié par équipe de la WCW et de la NWA en 1992. De retour au Japon, il remporte le championnat poids-lourds Triple Crown AJPW et est étoffe son palmarès de champion du monde par équipe en l'étant avec Johnny Ace, Gary Albright et Vader. 
En 2004, il annonce qu'il est atteint d'un cancer de la gorge mais continue sa carrière afin de payer ses frais médicaux avant d'arrêter en 2008. Sa santé décline et il meurt le 29 décembre 2009.

## Jeunesse
Williams pratique la lutte au lycée où il est double champion du Colorado. Il continue à pratiquer la lutte à l'université de l'Oklahoma et fait aussi partie de l'équipe de football américain des Sooners de l'Oklahoma. Il fait aussi partie de l'équipe de lutte et atteint la finale du championnat NCAA en 1982 où il perd face à Bruce Baumgartner. C'est à l'université qu'on lui donne aussi le surnom de « Dr Death » car il participe à un tournoi de lutte avec un masque de hockey pour protéger son visage après une blessure. Les spectateurs prèsents y voient alors un hommage à Jason, le tueur du film Vendredi 13 d'où ce surnom.
En 1983, il signe un contrat avec les Generals du New Jersey et intègre la liste de réserve en cas de blessure.

## Carrière de catcheur

### Mid-South Wrestling et Universal Wrestling Federation (1982-1987)
Bill Watts propose à Williams de l'entraîner pour devenir catcheur à la Md-South Wrestling. Il y fait son premier combat le 7 juillet 1982 où il bat Bob Roop. En fin d'année, le Wrestling Observer Newsletter le désigne Rookie de l'année 1982.
En 1985, il remporte son premier titre en devenant avec Ted DiBiase champion par équipe de la Md-South après leur victoire sur Ricky Morton et Robert Gibson. Ils perdent ce titre le 28 août après leur défaite face à Al Perez et Wendell Cooley ; Bob Sweetan remplace alors DiBiase qui est alors au Japon. Le 26 décembre, ils deviennent une deuxième fois champion de la Mid-South. En fin d'année, le Wrestling Observer Newsletter et le magazine Pro Wrestling Illustrated lui décerne le titre de catcheur ayant le plus progressé de l'année,.
En 1986, la Md-South Wrestling change de nom pour devenir l'Universal Wrestling Federation (UWF) et le duo Williams-DiBiase deviennent les premiers champion du monde par équipe de l'UWF mais perdent ce titre le 16 mars face à Butch Miller et Luke Williams,. Le 30 mai, il participe au tournoi pour désigner le premier champion poids-lourds de l'UWF où il élimine Rick Steiner au premier tour avant de se faire sortir par Terry Gordy.
Le 29 décembre 2009, il meurt après une longue bataille contre son cancer de la gorge.

## Palmarès
- All Japan Pro Wrestling (AJPW)
  - AJPW Triple Crown World Heavyweight Championship (1 fois)
  - AJPW Unified World Tag Team Championship (5 fois avec Terry Gordy, 1 fois avec Gary Albright et and 1 fois avec Johnny Ace)

- International Wrestling Association of Japan (IWA Japan)
  - IWA World Tag Team Championship (1 fois avec Ryo Miyake)

- Mid-Atlantic Championship Wrestling 
  - NWA Mid-Atlantic Heavyweight Championship (1 fois)

- United States Wrestling Association
  - USWA Southern Heavyweight Championship (1 fois)

- Mid-South Wrestling / Universal Wrestling Federation (UWF)
  - Mid-South Tag Team Championship (1 fois avec Ted DiBiase)[9]
  - UWF Heavyweight Championship (1 fois)
  - UWF Tag Team Championship (1 fois avec Ted DiBiase)

- Universal Wrestling Federation (Herb Abrams) 
  - UWF SportsChannel Television Championship (1 fois)
  - UWF World Heavyweight Championship (1 fois)

- World Championship Wrestling
  - NWA United States Tag Team Championship (1 fois avec Kevin Sullivan)
  - NWA World Tag Team Championship (1 fois avec Terry Gordy)
  - WCW World Tag Team Championship (1 fois avec Mike Rotunda et 1 fois avec Terry Gordy)

## Récompenses des magazines
- Pro Wrestling Illustrated
  - Catcheur ayant le plus progressé en 1985
  - PWI Tag Team of the Year en 1992 avec Terry Gordy

| Année | 1991 | 1992 | 1993 | 1994 | 1995 | 1996 | 1997 | 1998 | 1999 | 2000       | 2001 | 2002 |
| ----- | ---- | ---- | ---- | ---- | ---- | ---- | ---- | ---- | ---- | ---------- | ---- | ---- |
| Rang  | 8    | 14   | 27   | 48   | 91   | 68   | 57   | 116  | 194  | Non classé | 83   | 205  |

- Wrestling Observer Newsletter Awards
  - Rookie de l'année 1982[7]
  - Catcheur ayant le plus progressé de l'année 1985[10]
  - Équipe de l'Année en 1992 avec Terry Gordy
  - Match de l'Année en 1996 avec Johnny Ace vs. Mitsuharu Misawa et Jun Akiyama
  - Membre du Wrestling Observer Hall of Fame (2011)